# Kup europskih prvaka 1988./89. (košarka)
Ovo je 32. izdanje Kupa europskih prvaka u košarci i prvo koje je osvojio jedan drugi hrvatski klub: dotad je samo Cibona od hrvatskih klubova osvojila ovaj kup. Završni turnir odigran je u Münchenu od 4. do 6. travnja 1989. Najkorisnijim igračem proglašen je Dino Rađa.

## Završni turnir

### Poluzavršnica
- Jugoplastika Split -  Barcelona 87:77
- Maccabi Tel Aviv -  Aris Solun 99:86

### Završnica
- Jugoplastika Split -  Maccabi Tel Aviv 75:69

- europski prvak:  Jugoplastika Split (prvi naslov)
  - sastav ([1] ): Zoran Sretenović, Velimir Perasović, Luka Pavićević, Toni Kukoč, Goran Sobin, Teo Čizmić, Ivica Burić, Žan Tabak, Duško Ivanović, Paško Tomić, Dino Rađa, Petar Vučica, trener Božidar Maljković